# Emirhan Altundağ
Emirhan Altundağ (* 12. Juli 2007 in Wien) ist ein türkisch-österreichischer Fußballspieler.

## Karriere

### Verein
Altundağ begann seine Karriere bei der Gersthofer SV. Zur Saison 2013/14 wechselte er in die Jugend des SK Rapid Wien. Bei Rapid durchlief er ab der Saison 2021/22 auch sämtliche Altersstufen in der Akademie.
Im April 2025 stand er gegen die Kapfenberger SV erstmals im Kader der Zweitmannschaft der Wiener, kam aber noch nicht zum Einsatz. Sein Debüt in der 2. Liga folgte dann im Mai 2025, als er am 27. Spieltag der Saison 2024/25 gegen Schwarz-Weiß Bregenz in der 88. Minute für Jovan Živković eingewechselt wurde.

### Nationalmannschaft
Der gebürtige Österreicher Altundağ spielte 2022 fünfmal für die türkische U-16-Auswahl. Zwischen Dezember 2023 und Februar 2024 lief er viermal in der U-17-Mannschaft auf.